# Paul Dibble
Paul Dibble  (Thames, 20 de marzo de 1943-5 de diciembre de 2023) fue un escultor neozelandés. Formado en la Escuela Elam de Bellas Artes de la Universidad de Auckland; Dibble abrió una fundición de bronce en Palmerston North y produjo una amplia gama de piezas.

## Biografía
Tras sus estudios de 1963 a 1967 en la Elam School, dependiente  de la Universidad de Auckland, obtuvo su título de Bachelor of Fine Arts con honores en la especialidad de escultura.
En 1971 presentó su primera exposición individual en la galería Barry Lett de Auckland. En 1979 y posteriormente en 1985 obtuvo sendas becas QEII del Consejo de las Artes. Durante la celebración del Festival Internacional de las Artes de 1987-88, Dibble fue artista residente del Dowse Art Museum.
En 2004 le fue concedida la Orden del Mérito de Nueva Zelanda. En 2007 fue nombrado doctor honoris causa por la Universidad de Massey en Palmerston North.